# مات بيكر (مقدم تلفزيوني)
مات بيكر (بالإنجليزية: Matt Baker)‏ هو مقدم تلفزيوني بريطاني، ولد في 23 ديسمبر 1977 في Easington, County Durham ‏ في المملكة المتحدة.

## وصلات خارجية
- مات بيكر على موقع IMDb (الإنجليزية)
- مات بيكر على موقع قاعدة بيانات الفيلم (الإنجليزية)